# United States Air Force Weapons School

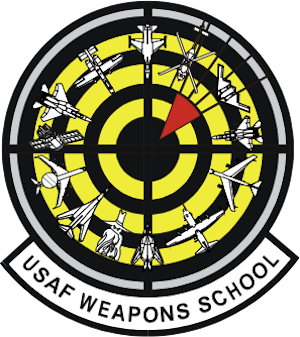
Emblem för United States Air Force Weapons School.

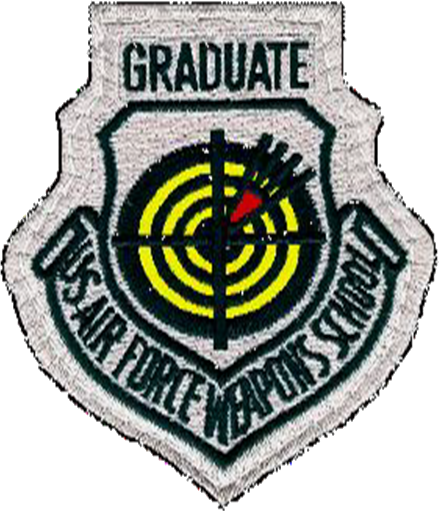
Det märke som bärs på flygdräkt och andra arbetsuniformer av de som genomgått utbildningen vid U.S. Air Force Weapons School.

United States Air Force Weapons School är en skola och vidareutbildningsprogram på 6 månader i USA:s flygvapen som syftar till fördjupad utbildning för piloter och annan personal i flygtjänst för flygvapnets olika vapensystem och plattformar samt i ledarskap. Efter genomgånget program återvänder de tidigare eleverna till sina skvadroner för att där vara både förebilder och mentorer för annan personal.
Huvuddelen av U. S. Air Force Weapons School är baserad på Nellis Air Force Base i Las Vegas och den ingår i 57th Wing, som är en del av United States Air Force Warfare Center, som i sin tur ingår i Air Combat Command.

## Bakgrund
Air Force Weapons Schools historia börjar 1949 med skapandet av Aircraft Gunnery School inom ramen för Tactical Air Command (TAC) på det som då var Las Vegas Air Force Base. Utbildningen förändrades över tid med flygplanstyper och erfarenheter från tidigare och pågående väpnade konflikter. 1954 byttes namnet till United States Air Force Fighter Weapons School.
En större förändring skedde 1992 med avvecklandet av Tactical Air Command, liksom Military Airlift Command (MAC) och Strategic Air Command (SAC). Från dessa tre inrättandes istället Air Combat Command (ACC) och Air Mobility Command (AMC), där ACC övertog förbanden från TAC och SAC. Eftersom skolan inte enbart berörde jaktflyg utan även bombflyg byttes namnet till United States Air Force Weapons School.
Under 2006 infogades skvadroner med transportflyg och tankflyg från Air Mobility Weapons School.

## Funktion
Cirka 100-150 officerare och underofficerare genomgår den prestigefyllda utbildningen varje halvår och dessa utgör flygvapnets mest begåvade ledarämnen. Trots att eleverna tillhör de bästa så är utbildningens genomgående mantra "ödmjukhet, tillgänglighet och trovärdighet" (engelska: humble, approachable and credible). För att de två första delarna ska vara meningsfulla krävs trovärdigheten, att personen återkommande kan uppnå konsekvent höga resultat inom sitt gebit.
Weapons Instructor Courses (WIC) ges till officerare samt även till underofficerare som arbetar med eldledning/målledning. Advanced Instructor Courses (AIC) ges till underofficerare. Den typiska eleven är bland officerare en kapten med mellan 4 till 8 års erfarenhet och bland underofficerare är det en sergeant med mellan 4 till 10 års erfarenhet.

### Enheter
| Vapensköld | Namn                          | Flygplanstyp (eller annan funktion)         | Bildad         |
|            | 6th Weapons Squadron          | F-35 Lightning II                           | 2017           |
|            | 8th Weapons Squadron          | E-8 Joint STARS EC-130H Compass Call RC-135 | 1984/2003      |
|            | 16th Weapons Squadron         | F-16 Fighting Falcon                        | 1980/2003      |
|            | 17th Weapons Squadron         | F-15E Strike Eagle                          | 1991/2003      |
|            | 19th Weapons Squadron         | RQ-4 Global Hawk U-2 Dragon Lady            | 1988/1990/2003 |
|            | 26th Weapons Squadron         | MQ-9 Reaper                                 | 2008           |
|            | 32d Weapons Squadron          | Cyberkrigföring (ej flygande)               | 2018           |
|            | 34th Weapons Squadron         | HH-60 Pave Hawk                             | 1993/2003      |
|            | 57th Weapons Support Squadron | Markpersonal (ej flygande)                  | 1997/2003      |
|            | 66th Weapons Squadron         | A-10 Thunderbolt II                         | 1969/1981/2003 |
|            | 315th Weapons Squadron        | Minuteman III (ej flygande)                 | 2010/2012      |
|            | 328th Weapons Squadron        | Rymdkrigföring (ej flygande)                | 1996/2003      |
|            | 433rd Weapons Squadron        | F-22 Raptor                                 | 1981/2003      |

| Vapensköld | Namn                   | Flygplanstyp               | Basering                             | Bildad         |
|            | 14th Weapons Squadron  | Olika som används av AFSOC | Hurlburt Field, Florida              | 2000/2003      |
|            | 29th Weapons Squadron  | C-130 Hercules             | Little Rock Air Force Base, Arkansas | 2003/2003      |
|            | 57th Weapons Squadron  | C-17 Globemaster III       | Joint Base Lewis–McChord, Washington | 2003/2006      |
|            | 77th Weapons Squadron  | B-1 Lancer                 | Dyess Air Force Base, Texas          | 1992/2003      |
|            | 325th Weapons Squadron | B-2 Spirit                 | Whiteman Air Force Base, Missouri    | 2002/2005      |
|            | 340th Weapons Squadron | B-52 Stratofortress        | Barksdale Air Force Base, Louisiana  | 1989/1992/2003 |
|            | 509th Weapons Squadron | KC-135 Stratotanker        | Fairchild Air Force Base, Washington | 2003/2006      |